# 스켓 댄스
《스켓 댄스》(일본어: スケット・ダンス)는 시노하라 켄타가 지은 일본의 만화다. 2011년 4월부터 2012년 9월까지 동명의 애니메이션이 TV 도쿄 계열에서 방영되었으며, 대한민국서는 2011년 12월 21일부터 2012년] 2월 1일까지 1기가, 같은 해 7월 25일부터 8월 30일까지 2기가 투니버스에서 방영되었다. 대한민국에서 방영했을 때 모든 방영분을 송출한 것은 아니며, 송출한 방영분 가운데 방영 순서가 일본과 다른 부분이 있다.

## 개요
카이메 학원의 학생 봇슨, 히메코, 스위치 3사람이 사람들을 돕기위해 만든 부활동 〈스켓단〉이 활약하는 학원 코메디. 매 회 스켓단이 곤란을 극복해가는 과정속에 수수께끼와 액션, 개그 등 여러 요소가 섞여있다. 극중 시간은 2009년 늦은 여름⇒초가을⇒초겨울 순으로 천천히 진행된다.
또한 《주간 소년 점프》에 연재 되고 있는 다른 작품이나, 연예인 패러디 등 본 작품에 대한 메타 픽션적인 요소도 있다. 본격적으로 연재하기 전에 프로토 타입판으로 동명타이틀 단편이 《아카마루 점프》 2006년 WINTER호, 《주간소년점프》 2006년 39호에 각각 연재되었다.
2009년 10월 30일에 드라마 CD가 발매. 소설판도 11월 4일 발매되었다. 드라마 CD 2편은 2010년 4월 28일 발매.
2010년 3월 3일, 제55회 쇼가쿠칸 만화상 소년 부문을 수상하였다. 코믹스 누적 판매량은 500만부, 소설판은 19만부, 드라마 CD는 2만부의 판매고를 올렸다.

## 관련 상품

### 단행본
1. 페인트 가면 2007년 11월 2일 ISBN 978-89-252-3167-9
2. 여름의 벚꽃 2008년 1월 4일 ISBN 978-89-252-3352-9
3. 친구가 가득히 2008년 4월 4일 ISBN 978-89-252-3504-2
4. 맞짱 비바게 배틀 2008년 7월 4일 ISBN 978-89-252-3935-4
5. 스위치 오프 2008년 10월 3일 ISBN 978-89-252-4318-4
6. 카이메이 록 페스티벌 2009년 1월 5일 ISBN 978-89-252-4741-0
7. OGRESS 2009년 3월 4일 ISBN 978-89-252-5461-6
8. 제1회 캐릭터 인기투표 결과발표 2009년 6월 4일 ISBN 978-89-252-5909-3
9. 부끄부끄 걸 2009년 8월 4일 ISBN 978-89-252-6360-1
10. Happy Birthday 2009년 11월 4일 ISBN 978-89-252-7581-9
11. 만나서 기뻐 2010년 1월 4일 ISBN 978-89-252-7938-1
12. 드롭캔디 2010년 2월 4일 ISBN 978-89-252-8870-3
13. you gat the mail! 2010년 4월 2일 ISBN 978-89-252-9275-5
14. Go,Go! 페로 캔디 걸 2010년 7월 2일 ISBN 978-89-252-9743-9
15. 비스켓 댄스 2010년 9월 3일
16. 수학여행 광시곡 2010년 12월 3일

### 드라마 CD
1. 드라마 CD 《SKET DANCE》2009년 10월 30일
2. 드라마 CD 《SKET DANCE》2010년 4월 28일

### 소설
1. SKET DANCE extra dance 1 진설! 학교 7대불가사의론（히라바야시 사와코 저） 2009년 11월 4일 ISBN 978-4-08-703211-6
2. SKET DANCE extra dance 2 학생회 사건부 ~쿡쿠쉘 사건~ (히라바야시 사와코 저） 2010년 7월 2일 ISBN 978-4-08-703225-3

## TV 애니메이션
2011년 4월부터 TV 도쿄 계열에서 방송되고 있다.

### 제작진
- 원작 - 시노하라 켄타
- 감독·음향감독 - 카와구치 케이치로
- 시리즈 구성 - 이노츠메 신이치
- 캐릭터 디자인·총 작화감독 - 나카타케 마나부
- 소품 디자인 - 타카다 아키라
- 미술 디자인 - 히루마 타카시
- 미술감독 - 쿠라모토 유타카
- 색채 설계 - 나가이 루미코
- 촬영감독 - 이베 아키라
- 편집 - 오쿠다 히로후미
- 음악 - 나루세 슈헤이
- 프로듀서 - 히지카타 마코토, 이마이 요스케, 요다 켄
- 애니메이션 제작 - 타츠노코 프로덕션
- 제작 - TV 도쿄, 덴츠, 타츠노코 프로덕션
- © Shinohara Kenta/Shueisha, TeamSKET, TV TOKYO

#### 〈우리말 제작진〉
- 기획 - 신동식
- 책임 프로듀서 - 한지수
- 편성 마케팅 - 정은주, 이현정, 이민순, 강유미, 조효진, 김민지, 강한별, 조승희, 남궁진아
- 콘텐츠 사업 - 백승진, 윤여민, 김승환, 성수희, 김윤중, 박미애, 김은주, 오지미, 김아람, 신정수
- 행정 - 문명미, 안정란
- 캐릭터 전략 - 하세정, 윤기영, 이진희, 김민정, 김부경, 신재은
- 브랜드 디자인 - 장우신, 김백준, 신경숙, 홍지예, 최성원, 배성균, 김보람 → 이은정, 김유나, 이선희, 김주은, 오경아, 양윤정
- 방송제작 - 신길주, 김이경, 최우석, 박용진, 김진아
- 애니제작 - 석종서, 하나래, 이종혁, 성인영
- 콘텐츠 구매 - 황진용, 김택상, 이은선, 김보석
- 화면수정 - 서선지, 도여진, 정선화, 고은아, 심명식
- 종합편집 - 이지혜 → 신진규, 최재식
- 녹음&믹싱 → 녹음/믹싱 - 이성주(CIC MEDIA)
- 번역 - 조희경 → 이지영
- 연출 - 김의진
- 우리말 제작 → 기획 - Tooniverse

### 캐스트
- 봇슨: 요시노 히로유키 / 신용우
- 히메코: 시라이시 료코 / 정혜원
- 스위치: 스기타 토모카즈 / 이호산

### 주제가

#### 일본판
1기 오프닝 테마 〈꼴사납지만 I love you!〉(カッコ悪い I love you!) (제2화 ~ 제17화)
작사 - 아키모토 야스시 / 작곡 - 쿠루스 카츠히코 / 편곡 - 이가라시 "IGAO" 준이치
노래 - 프렌치 키스
제1화와 제51화에서는 엔딩 노래로서 사용.
1기 엔딩 테마 〈Comic Sonic〉 (제2화 ~ 제17화)
작사·작곡 - 야마나카 사와오
노래 - the pillows
2기 오프닝 테마 〈길〉(道) (제18화 ~ 제26화)
작사 - Rock the Tiger / 작곡·편곡 - tatsuo
노래 - The Sketchbook
제17화에서는 삽입 노래로서 사용.
2기 엔딩 테마 〈클로버〉(クローバー) (제18화 ~ 제24화, 제26화)
작사 - Rock the Tiger / 작곡·편곡 - tatsuo
노래 - The Sketchbook
2.5기 엔딩 테마 〈기억〉(キヲク) (제25화)
작사 - Rock the Tiger / 작곡·편곡 - tatsuo
노래 - The Sketchbook
3기 오프닝 테마 〈Graffiti〉 (제27화 ~ 제39화)
작사 - 후지바야시 쇼쿄 / 작곡·편곡 - Ryo
노래 - GACKT
3기 엔딩 테마 〈밀크와 초콜릿〉(ミルクとチョコレート) (제27화 ~ 제36화, 제38화 ~ 제39화)
작사 - 후지바야시 쇼쿄 / 작곡·편곡 - 사카이 요이치
노래 - ChocoLe
3.5기 엔딩 테마 〈HERO〉 (제37화)
작사 - 타다 히로시 / 작곡·편곡 - tatsuo
노래 - The Sketchbook
4기 오프닝 테마 〈Message〉 (제40화 ~ 제46화, 제48화 ~ 제51화)
작사 - 타다 히로시 / 작곡·편곡 - tatsuo
노래 - The Sketchbook
제47화에서는 엔딩 노래로서 사용.
4기 엔딩 테마 〈파티! 할렐루야!〉(パーリー!ハレルヤ!) (제40화 ~ 제46화, 제49화 ~ 제50화)
작사 - 사카이 요이치·RUCCA / 작곡·편곡 - 사카이 요이치
노래 - SKET ROCK(후지사키 요스케(요시노 히로유키), 츠바키 사스케(시모노 히로), 우스이 카즈요시(스기타 토모카즈), 아가타 소지로(세키 토모카즈))
4.5기 엔딩 테마 〈Birthday〉 (제48화)
작사 - 타다 히로시 / 작곡·편곡 - tatsuo
노래 - The Sketchbook
5기 오프닝 테마 〈Reboot〉 (제53화 ~ 제63화)
작사 - Rock the Tiger·히무라 츠요시 / 작곡·편곡 - tatsuo
노래 - everset
제52화, 제64화에서는 오프닝 노래로서 미사용.
5기 엔딩 테마 〈Colors〉 (제52화 ~ 제63화)
작사 - 타다 히로시 / 작곡·편곡 - tatsuo
노래 - The Sketchbook
제62화, 제64화에서는 엔딩 노래로서 미사용.
6기 오프닝 테마 〈Clear〉 (제65화 ~ 제77화)
작사 - 타다 히로시 / 작곡·편곡 - tatsuo
노래 - The Sketchbook
6기 엔딩 테마 〈세계는 옥상에서 바라볼 수 있었다〉(世界は屋上で見渡せた) (제65화 ~ 제77화)
작사·작곡 - 야마나카 사와오 / 편곡 - 사카이 요이치
노래 - SKET×Sketch

#### 국내판
1기 오프닝 테마 〈수줍은 맘으로 I love you!〉
노래 - 달샤벳
1기 엔딩 테마 〈Comic Sonic〉
노래 - 신용우
2기 첫 번째 오프닝 테마 〈Graffiti〉
노래 - 지무
믹싱 - 최지걸
2기 두 번째 오프닝 테마 〈Message〉
노래 - 신용우
믹싱 - 최지걸
2기 엔딩 테마 〈HERO〉
노래 - 김명준
믹싱 - 최지걸

### 삽입곡
〈호화현난야바야바스!〉(豪華絢爛ヤバヤバス!) (제16화)
작사 - Noria / 작곡·편곡 - 사카이 요이치
노래 - YABASAWA BOOKS (토요구치 메구미)
〈드림밍구☆러브〉(どりぃみんぐ☆らぶ) (제17화)
작사 - Noria / 작곡·편곡 - 나루세 슈헤이
노래 - ROMAN (카야노 아이)
〈Aegis ~너를 지키는 방패~〉(Aegis 〜君を守る盾〜) (제17화)
작곡 - Rock the tiger / 작곡·편곡 - AYANO
노래 - 더 학생회 밴드 (노지마 켄지)
〈살아가고 살아가는 모두에게 고한다〉(生きとし生きるすべてに告ぐ) (제17화)
작사 - 후지바야시 세이코 / 작곡·편곡 - Ryo
노래 - JardiN (GACKT)
〈Funny Bunny〉(제17화)
작사·작곡 - 야마나카 사와오 / 편곡 - tatsuo
노래 - The Sketchbook
〈Funny Bunny (Rock Stock Version)〉(제17화)
작사·작곡 - 야마나카 사와오 / 편곡 - the pillows
노래 - the pillows
엔딩으로서 사용.
〈무슨 스카? 론스카? 록큰롤?!〉(何スカ?ロンスカ?ロックンロール?!) (제42화 아이캐치)
작사 - 야마나카 사와오 / 작곡·편곡 - AYANO
노래 - 키비츠 모모카 (이노우에 마리나)
〈Traveler〉(제64화)

## 헬륨가스 소동
《주간 소년 점프》 2009년 42호에 연재된 제 105화에 헬륨가스를 봄베에서 직접 흡입하는 묘사가 있었다. 이것을 실제로 하면 질식사 할 위험이 있다는 지적을 받고 《주간 소년 점프》 2009년 44호 140페이지에 실린 본 작의 표지와, 제 12권 제 105화의 라이너 노트, 점프 공식 홈페이지에 사죄문이 올라왔다.
또한 제 12권 수록 중에는 첫 2페이지가 《점프》에 게재했을 때와 달리, 파티용 물건에서 흡입하는 묘사로 바뀌었다.